# ملعب فري ستيت
ملعب فري ستيت أو فوداكوم فارك، هو ملعب مخصص للعبتي الرغبي وكرة القدم وقد بني خصيصاً لاحتضان مباريات كأس العالم للرغبي في 1995 ، ولاحقاً استضاف أربع مباريات ضمن بطولة كأس القارات 2009 وهو أحد ملاعب كأس العالم 2010.